# 明倫産業
明倫産業株式会社（めいりんさんぎょう）は大阪府大阪市天王寺区に本社を構える武道具製造販売企業である。

## 会社概要
剣道やなぎなた用の防具を中心に剣道衣・袴ならびに竹刀の製造、その他空手衣を製造販売している。
個人商店クラスの武道具製造企業が多い中で、同社は居合で使う居合刀の製造や、日本式甲冑の製造販売も行っており、海外に住む日本刀収集家からの評判が高い（同様に日本刀も製造販売ならびに古い刀の保存愛護も行っている）。
- 本社・本店：大阪府大阪市天王寺区六万体町1-32
- 梅田店：大阪府大阪市北区梅田1番地大阪駅前第2ビル2F
- 京都店：京都府京都市左京区聖護院円頓美町44-6 京都旧武徳殿前
- 谷九店：大阪府大阪市天王寺区生玉町9-21